# Anopheles oswaldoi
Anopheles nuneztovari é um mosquito pertencente ao género Anopheles, que é amplamente distribuindo nos paises América do Sul a leste dos Andes, com exceção do Chile, desde Costa Rica ao norte do Uruguai e nordeste da Argentina, já tendo sido encontrado Trinidad.
Este mosquito tem como criadouros preferenciais pequenos corpos de água sombreados, como remansos de córregos, poças e alagados no interior das florestadas, mas suas larvas podem, raramente, serem encontrada em locais ensolarados.
O adulto prefere picar animais fora da habitação humana, mais ocasionalmente domicílio e pode picar o homem, assim como outros animais, é muito agressividade, tanto longe quanto perto habitação humana.

## No Brasil
É encontrado em abundância dentro ou ao redor florestadas onde ocorre muito chuva, mas em grandes descampados seu encontrado vai raro a ausente. Não ocorrendo nas regiões secas nordestinas.

## Referência bibliográfica
Consoli RAGB, Lourenço-de-Oliveira R. (1994). "Principais mosquitos de importância sanitária no Brasil" (PDF)  . Editora Fundação Instituto Oswaldo Cruz, Rio de Janeiro, Brasil. 